# Demawend (miasto)
Demawend (perski: دماوند)– miasto w Iranie, w ostanie Teheran. W 2006 roku miasto liczyło 56 315 mieszkańców w 11 279 rodzinach.